# بات ريختر
بات ريختر (بالإنجليزية: Pat Richter)‏ هو لاعب كرة قدم أمريكية أمريكي، ولد في 9 سبتمبر 1941 في ماديسون في الولايات المتحدة.

## وصلات خارجية
- بات ريختر على موقع كلية كرة السلة في سبورتس رفرنس.كوم (الإنجليزية)
- بات ريختر على موقع مرجع كرة القدم المحترفة.كوم (الإنجليزية)